# مرغ توفان شکم‌سفید
مرغ توفان شکم‌سفید (نام علمی: Fregetta grallaria) نام یک گونه از تیره مرغ توفان است.